# Зимске белешке о летњим утисцима
Зимске белешке о летњим утисцима (рус. Зимние заметки о летних впечатлениях) је новинарски есеј писца Фјодора Михајловича Достојевског. Први пут је објављен у часопису „Време“ у периоду од фебруара до марта 1863. године, под називом „Зимске напомене о летњим утисцима- Фељтон за цело лето“.
Есеј је написао на путописима и бележио. У сатиричном духу Достојевски нам говори какви су му утисци о свом првом путовању по Европи које се десило 1862. године, као и став Европе према Русији. Достојевски напомиње своје белешке свих врста и одступа од новинарске историје књижевности и манира.
Сматра се као рана верзија неких од омиљених тема и становишта Достојевског који ће бити тема његових великих књижевних дела.

## Теме
Иако Достојевски није марксиста, сложио се са неким критикама Карла Маркса везаних за Европу. Верујући у панславизам, Достојевски није волео европску културу због њене корупције и критиковао је оне своје сународнике који су покушавали да имитирају трендове европске културе.
Током својих путовања, Достојевски је посматрао и протестанте (у Енглеској) и католике. Веровао је да су англиканци „поносни и богати ... помпезно и озбиљно [верујући] у сопствене солидно моралне врлине и у своје право да проповедају постојан и самозадовољан морал." У међувремену, Достојевски је мислио да католички свештеници користе милосрђе да би манипулисали сиромашнима. На другом месту Достојевски је тврдио да је православље супериорније од оба, штитећи, али не и присиљавајући, јединство унутар цркве.
Запажања Достојевског о енглеским и француским националним карактеристикама супротна су запажањима већине путника током његовог доба. Он сугерише да су Французи лицемерни и ирационални, такође сматрајући да је становништво Француске потиснуто присуством француске тајне полиције. Енглези су, напротив, поносни. Добростојећи Енглези себе сматрају превише уздигнутим да би се бавили невољом сиромашних, који су очајни и насилни.

## Значај и наслеђе
Достојевски је признао слабости својих Зимских белешки, углавном зато што је пребрзо путовао кроз неке делове Европе (посебно Немачку) да би их правилно ценио. Чак су и пријатељски настројени критичари препознали да је стил Достојевског у овом делу лош. Дело, међутим, садржи мотиве који ће се касније појавити у Белешкама из подземља, а неки критичари га сматрају првим нацртом те потоње успешније књиге.